# Alte Allee 7 (München)

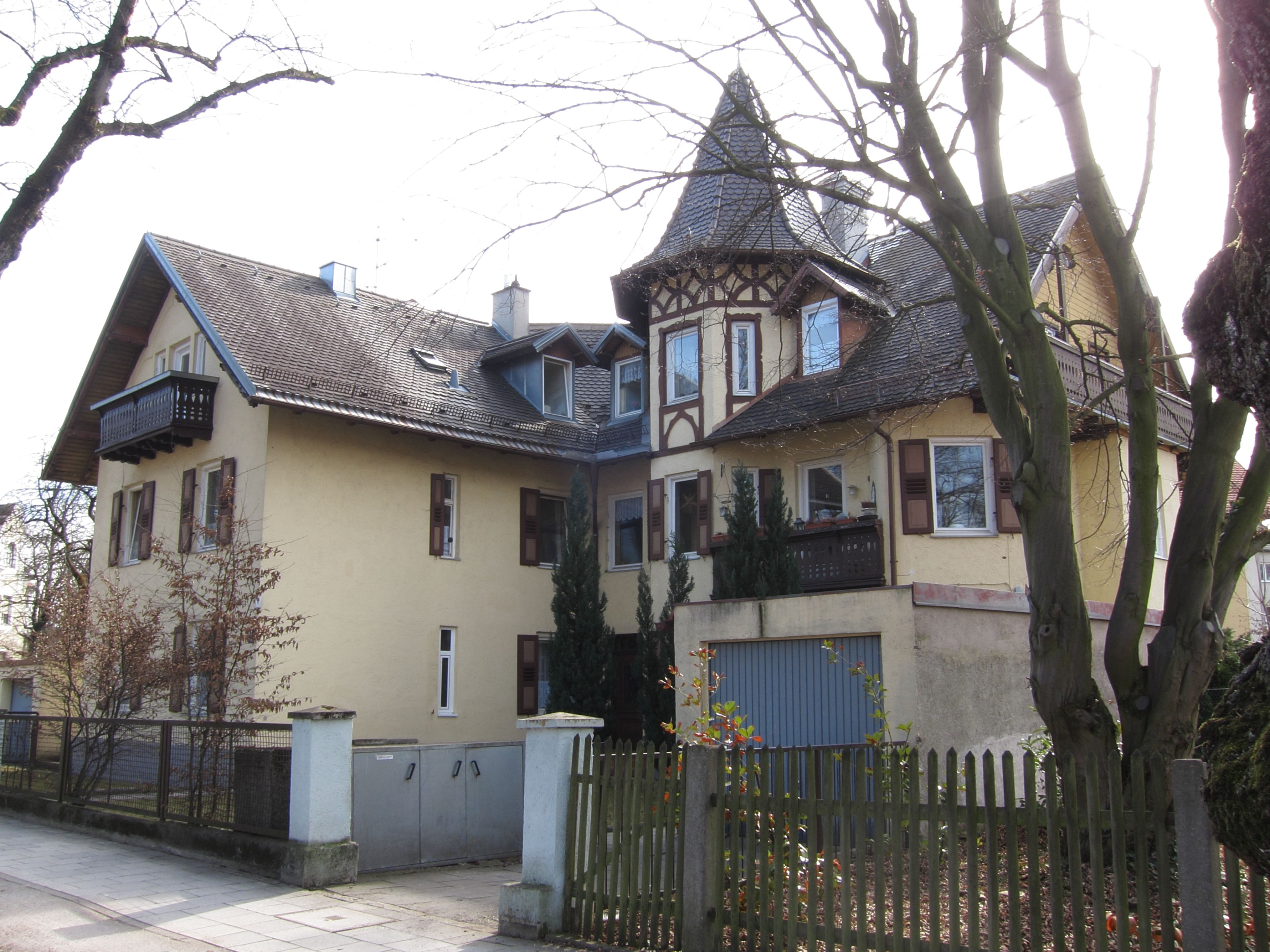
Haus Alte Allee 7 im Stadtteil Pasing von München (2012, vor dem Umbau)

Das Haus Alte Allee 7 im Stadtteil Pasing der bayerischen Landeshauptstadt München wurde 1897/98 errichtet. Das Wohnhaus in der Alten Allee, zur Villenkolonie Pasing II gehörend, ist ein geschütztes Baudenkmal.
Das dreigeschossige Haus wurde 1897/98 nach Plänen des Architekten Georg Heckmann errichtet und 1902/03 erweitert. Der polygonale Turm ist im Obergeschoss in Fachwerkbauweise ausgeführt. Er ist mit einem Zeltdach gedeckt. 
In den Jahren 2023/24 erfolgte eine umfassende Renovierung des Gebäudes, wobei die alte Bausubstanz außen und innen erhalten wurde.